# Infernus
Roger Tiegs, (Umeå, 18 de junho de 1972) mais conhecido pelo nome artístico Infernus, é um músico de black metal e satanista norueguês. Ele é o único membro fundador e principal idealizador da banda de black metal Gorgoroth, formada em 1992, além de ser o fundador e líder da gravadora Forces of Satan Records. Embora seja principalmente guitarrista, Infernus também participou como baixista, baterista e vocalista em várias gravações lançadas tanto pelo Gorgoroth quanto por outras bandas.

## Biografia

### Formação do Gorgoroth
Infernus fundou a banda de black metal Gorgoroth em Sunnfjord em 1992, após supostamente fazer "um pacto com o Diabo". A primeira demo do Gorgoroth, intitulado A Sorcery Written in Blood, foi lançado em 1993 e levou a banda a assinar contrato com o selo francês Embassy Productions. O primeiro álbum completo do Gorgoroth, Pentagram, foi lançado em 1994. Nos anos seguintes, a banda passou por várias mudanças na formação, com Infernus sendo o único membro original a continuar no Gorgoroth. Juntando-se a membros de grupos de black metal como Ulver, Immortal, Enslaved e Molested, Infernus participou como baixista no álbum de estreia autointitulado do Borknagar, lançado em 1996. Após assinar contrato com o selo alemão Malicious Records, o Gorgoroth lançou os álbuns Antichrist em 1996 e Under the Sign of Hell em 1997, com Infernus escrevendo toda a música e a maioria das letras, além de desempenhar as funções de guitarra e baixo nos álbuns.

### Período do Gorgoroth com a Nuclear Blast
Após o lançamento de Under the Sign of Hell e uma turnê europeia como atração principal em 1997, o Gorgoroth assinou contrato com a importante gravadora alemã de metal Nuclear Blast. Em 1998, Infernus e o guitarrista do Gorgoroth, Tormentor, que havia se juntado à banda em 1996, lançaram um álbum como projeto paralelo de black metal chamado Desekrator, que também incluía membros do Enslaved e do Old Funeral. Infernus escreveu a maioria das músicas dos dois primeiros álbuns do Gorgoroth lançadas pela Nuclear Blast, Destroyer (1998) e Incipit Satan (2000), enquanto Tormentor escreveu as faixas-título dos álbuns. Após se apresentar ao vivo com o Gorgoroth em vários festivais e turnês na Europa e América do Sul, Infernus tornou-se um dos membros fundadores da banda de black metal Orcustus em 2002, uma banda composta por membros e ex-membros do Gorgoroth, Gehenna e Enslaved. Twilight of the Idols - In Conspiracy with Satan, terceiro lançamento do Gorgoroth pela Nuclear Blast, foi publicado em 2003.

### Condenação por estupro
Em 2003, Infernus foi acusado de estuprar repetidamente uma mulher por horas com a ajuda de um amigo em uma festa em seu apartamento. Inicialmente condenado a três anos de prisão em 2005, ele recorreu da sentença e foi absolvido do estupro, mas condenado por agressão por negligência, recebendo uma sentença de um ano de prisão. Ele cumpriu quatro meses de prisão no inverno de 2006 e 2007 antes de ser libertado sob liberdade condicional.

### Controvérsia do Gorgoroth em Cracóvia e Transferência para a Regain Records
Em 1º de fevereiro de 2004, Infernus e o Gorgoroth realizaram uma apresentação ao vivo em Cracóvia, destinado a ser lançado em um álbum de vídeo pela Metal Mind Productions. Devido à natureza satânica do show ao vivo, que apresentava cabeças de ovelha em empaladas, modelos nuas "crucificadas", símbolos satânicos e oitenta litros de sangue de ovelha, a banda e os produtores de vídeo foram acusados de violar as leis polonesas de blasfêmia. As fitas do concerto foram confiscadas pela polícia polonesa por 4 anos, mas o concerto foi finalmente lançado em DVD no verão de 2008 como Black Mass Krakow 2004. Em 2005, Infernus e Tormentor, que havia deixado o Gorgoroth em 2002, lançaram uma versão da música "Satanic Blood" da banda Von sob o nome "Norwegian Evil". Após sair da Nuclear Blast em 2004, Infernus e o Gorgoroth assinaram com a gravadora sueca Regain Records, que lançou o próximo álbum do Gorgoroth, Ad Majorem Sathanas Gloriam, em 2006.

### Forces of Satan Records
Em 6 de junho de 2006, Infernus fundou sua própria gravadora, Forces of Satan Records, dedicada exclusivamente ao lançamento de álbuns de bandas com um "claro perfil satânico". O primeiro lançamento do selo foi o EP ao vivo do Gorgoroth, Bergen 1996, seguido por álbuns da banda italiana de black metal Black Flame, da banda brasileira de death metal Ophiolatry e da banda sérvia de black metal Triumfall.

### Disputa pelo Nome Gorgoroth
Em outubro de 2007, o vocalista Gaahl e o baixista King tentaram demitir Infernus do Gorgoroth, marcando o início da disputa legal pelo nome Gorgoroth. Em março de 2009, Infernus anunciou que havia ganhado os direitos sobre o nome Gorgoroth após um julgamento com Gaahl e King. O tribunal afirmou que ambos se excluíram da banda quando tentaram demitir o guitarrista. O tribunal também afirmou que Infernus não pode ser excluído do Gorgoroth a menos que ele mesmo decida sair. Com a saída de Gaahl e King, Infernus recrutou o baterista Tomas Asklund do Dissection, o baixista Bøddel do Obituary, bem como o ex-vocalista do Gorgoroth Pest e o guitarrista Tormentor para a gravação do próximo álbum.

### Quantos Possunt ad Satanitatem TrahunteInstinctus Bestialis
O Gorgoroth lançou o álbum Quantos Possunt ad Satanitatem Trahunt em 2009. Infernus agradeceu tanto aos membros atuais quanto aos antigos da banda, bem como a vários membros da cena e comunidade de black metal nas notas do álbum. Em 2015, o Gorgoroth lançou seu nono álbum de estúdio, Instinctus Bestialis.

### Agressão e Hospitalização
No início de agosto de 2023, Infernus foi agredido e hospitalizado após a apresentação do Gorgoroth no Beyond the Gates Festival, em Bergen. Os ferimentos levaram a uma ausência dos próximos shows da banda e ao cancelamento de uma turnê planejada no México em outubro. Infernus voltou às performances ao vivo no final de novembro.

## Crenças
Infernus é um satanista teísta e, como membro fundador do Gorgoroth, construiu a banda com base em sua filosofia e religião, proclamando-se como 'Ministro de Satanás na Terra'. Quando questionado em março de 2009 sobre o que especificamente praticava, ele descreveu como uma forma gnóstica de satanismo. Em uma entrevista conduzida em março de 2009, após a conclusão da disputa pelo nome Gorgoroth com os ex-colegas Gaahl e King of Hell, ele afirmou explicitamente que era 'a espinha dorsal ideológica do Gorgoroth'. Ele expressou oposição à Igreja de Satã com base na futilidade comercial e, quando questionado sobre isso em algumas ocasiões em 2009, também afirmou que discordava dos valores básicos deles:
"Basicamente, porque eles rejeitam uma visão teísta da existência. Eu não considero o homem como o centro do universo. Essas são minhas opiniões e não são as opiniões de nenhum humanista ou assim chamado ateu."

## Galeria

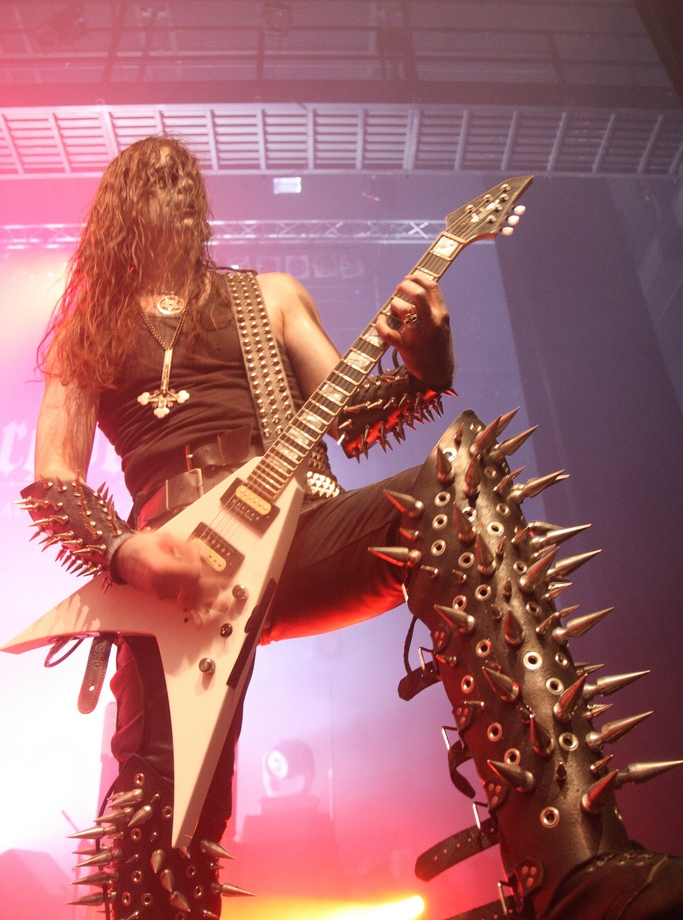
Infernus em 2010
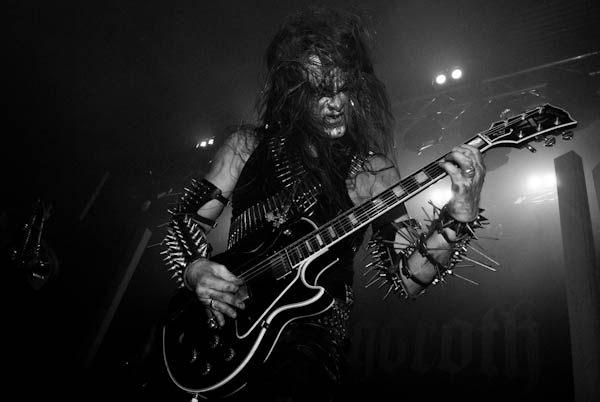
Infernus em 2009
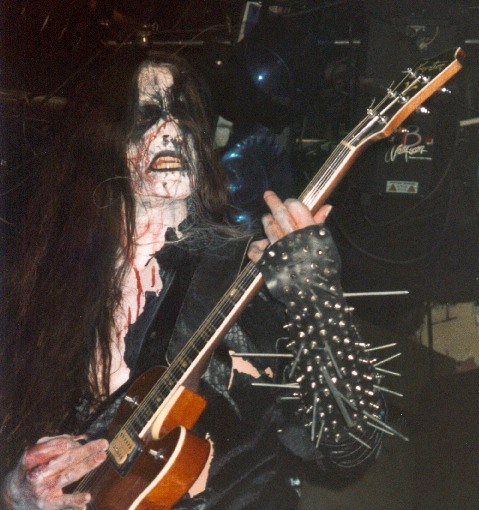
Infernus em 2001
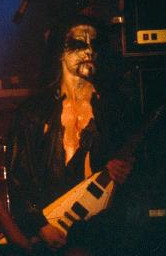
Infernus em 2000

## Discografia
| Ano  | Título                                           | Banda          |
| ---- | ------------------------------------------------ | -------------- |
| 1993 | A Sorcery Written in Blood                       | Gorgoroth      |
| 1994 | Promo '94                                        | Gorgoroth      |
| 1994 | Pentagram                                        | Gorgoroth      |
| 1996 | Antichrist                                       | Gorgoroth      |
| 1996 | The Last Tormentor                               | Gorgoroth      |
| 1996 | Borknagar                                        | Borknagar      |
| 1997 | Under the Sign of Hell                           | Gorgoroth      |
| 1997 | Desekrator Demo                                  | Desekrator     |
| 1998 | Metal for Demons                                 | Desekrator     |
| 1998 | Destroyer                                        | Gorgoroth      |
| 1999 | Hot in the City/Overdose/Take Us to the Pub      | Desekrator     |
| 2000 | Incipit Satan                                    | Gorgoroth      |
| 2002 | Demo 2002                                        | Orcustus       |
| 2003 | World Dirtnap                                    | Orcustus       |
| 2003 | Twilight of the Idols                            | Gorgoroth      |
| 2005 | Wrathrash                                        | Orcustus       |
| 2005 | A Norwegian Hail to Von                          | Norwegian Evil |
| 2006 | Ad Majorem Sathanas Gloriam                      | Gorgoroth      |
| 2007 | Bergen 1996                                      | Gorgoroth      |
| 2008 | Black Mass Krakow 2004                           | Gorgoroth      |
| 2008 | True Norwegian Black Metal - Live in Grieghallen | Gorgoroth      |
| 2009 | Orcustus                                         | Orcustus       |
| 2009 | Quantos Possunt ad Satanitatem Trahunt           | Gorgoroth      |
| 2011 | Under the Sign of Hell 2011                      | Gorgoroth      |
| 2015 | Instinctus Bestialis                             | Gorgoroth      |